# José Araquistáin
José Araquistáin Arrieta (Azcoitia, Guipúzcoa, 4 de marzo de 1937) es un exguardameta de fútbol español que jugó en el Real Madrid C. F. durante la década de los años 1960, ganando con este club seis Ligas y la Copa de Europa de 1966. Fue internacional y tomó parte en el Mundial de Chile de 1962.
Es primo hermano del delantero José María Araquistáin Oñaederra

## Inicios
Araquistáin nació en 1937 en la localidad guipuzcoana de Azcoitia durante la guerra civil española. Sus primeros pasos como futbolista los dio jugando en equipos del entorno de su pueblo natal. Se formó en el C. D. Elgoibar de donde fue fichado por la Real Sociedad de Fútbol cuando todavía era juvenil. La Real Sociedad, a su vez, lo cedió a la S. D. Eibar en 1956. Con los armeros debutó en la Segunda División. 
De cara a la temporada 1956-57 regresó al club txuri-urdin, donde debutó en un partido de Liga ante el R. C. Celta de Vigo el 2 de diciembre, sustituyendo al menorquín Juan Bagur.
La temporada 1957-58 se hizo con la titularidad, que Araquistáin mantendría en la Real Sociedad hasta 1961. A pesar de que no fueron buenas temporadas para la Real (en 1960 llegó a jugar una promoción de descenso); sus grandes actuaciones hicieron que en 1960 fuera llamado a debutar con la selección española y el Real Madrid C. F. se fijó en el portero vasco para reforzar su portería.
Araquistáin fue fichado al finalizar la temporada 1960-61. Como pago del fichaje de Araquistáin, el Real Madrid cedió a la Real Sociedad al delantero internacional sueco Agne Simonsson, pero a la Real le sentó mal el cambio, ya que a la temporada siguiente perdió la categoría, echando mucho de menos la marcha de su portero. Araquistáin jugó 123 partidos con la Real Sociedad, 106 de ellos en la Primera División.

## Etapa en el Real Madrid
Araquistáin estuvo siete temporadas en el club madrileño ganando en ellas nada menos que seis títulos de liga, una de Copa del Generalísimo y una Copa de Europa. Sin embargo, su aportación al equipo fue desigual a lo largo de esas temporadas. 
Su mejor año fue el de su debut, en su primera temporada como madridista (1961-62) fue el portero titular en la Liga, donde ganó el Trofeo Zamora al portero menos goleado. Además ganó la Copa del Generalísimo, en la que jugó la final (2-1 al Sevilla C. F., jugó también la final de la Copa de Europa, que perdió ante el Sport Lisboa e Benfica por 5-3 y fue convocado con la selección española para disputar el Mundial de Chile 1962, donde disputó un partido ante la selección de Brasil.
A partir de aquel momento su estrella declinó. Vicente Train le arrebató la titularidad en la portería madridista la temporada siguiente (1962-63), en la que el Madrid revalidó el título de manera incontestable. La temporada 1963-64, Araquistáin y Vicente Train se repartieron la titularidad a lo largo de la campaña; el vasco fue el portero del equipo en la primera mitad de la temporada y el catalán en la segunda mitad. El Madrid volvió a revalidar el título.
La temporada 1964-65, Araquistáin comenzó la temporada siendo titular, pero una lesión en la 7.ª jornada le apartó de la titularidad, que recayó el resto de la temporada en Antonio Betancort. El Madrid volvió a ganar la Liga. 
La temporada 1965-66 fue la única de las que estuvo Araquistáin en el equipo que el Madrid no ganó la Liga. Esa temporada Betancort volvió a ser el titular en la Liga y Araquistáin no llegó a jugar un solo minuto en esa competición. Sin embargo, en la Copa de Europa, aunque Betancort fue también el portero más utilizado, Araquistáin tuvo la suerte de jugar la final del torneo. Por ello es recordado como uno de los integrantes del mítico Madrid Ye-Ye que obtuvo ese año la sexta Copa de Europa para los blancos. La final se disputó el 11 de mayo de 1966 y ganó el Real Madrid por 2-1 al Partizan de Belgrado. La participación de Araquistáin en la consecución de la sexta Copa de Europa del club madridista es el hecho por el que el portero vasco es más recordado en la Casa Blanca.
En la campaña 1966-67, Betancort fue de nuevo el portero titular en la Liga, jugando Araquistáin solo ocho encuentros en Liga. El Madrid, como era habitual en aquella época, se volvió a llevar el título de Liga. 
La última temporada de Araquistáin en el Madrid (1967-68), tampoco jugó un solo minuto en Liga, el portero titular fue Junquera, jugando Betancort en las otras competiciones y el Madrid volvió a ganar el título de Liga.

## Parte final de la carrera
Con 31 años de edad abandona la disciplina del Real Madrid y en 1968 ficha por el Elche Club de Fútbol. Con el equipo ilicitano alcanzará esa misma temporada la final de la Copa del Generalísimo, que perderá el Elche por 1-0 ante el Atlético de Bilbao.
Permanecerá 3 temporadas con el club ilicitano, hasta que el Elche desciende a Segunda división al finalizar la temporada 1970-71.
Entonces ficha por el Club Deportivo Castellón, en el que militará otras dos temporadas. Con el Castellón asciende de Segunda división a Primera en 1972 y permanece otra temporada en Primera División aunque casi sin jugar. El Castellón alcanzará esa temporada un histórico 5.º puesto en Liga y alcanzará la final de la Copa del Generalísimo. Araquistáin se retiró al finalizar esa temporada con 36 años de edad.

## Internacionalidad
Tras ser internacional sub-21 (3 partidos); Araquistáin jugó seis partidos con la selección española absoluta entre 1960 y 1962. En esos seis partidos encajó seis goles.
Con la selección española debutó el 17 de julio de 1960 en un partido frente a Chile. Formó parte de la convocatoria de la Copa Mundial de 1962, donde jugó el último partido de la primera fase, en el que España perdió por 2-1 frente a la futura campeona del torneo, Brasil. Ese partido fue la despedida de Araquistáin de la internacionalidad, ya que no volvió a vestir nunca más la camiseta de la selección.

### Participaciones en Copas del Mundo
| Mundial                        | Selección | Resultado    |
| ------------------------------ | --------- | ------------ |
| Copa Mundial de Fútbol de 1962 | España    | Primera fase |

## Clubes
| Club              | País   | Año     |
| ----------------- | ------ | ------- |
| S. D. Eibar       | España | 1956    |
| Real Sociedad     | España | 1956-61 |
| Real Madrid C. F. | España | 1961-68 |
| Elche C. F.       | España | 1968-71 |
| C. D. Castellón   | España | 1971-73 |

## Palmarés

### Campeonatos nacionales
| Título             | Club              | País   | Año     |
| ------------------ | ----------------- | ------ | ------- |
| Campeonato de Liga | Real Madrid C. F. | España | 1961-62 |
| Copa               | Real Madrid C. F. | España | 1961-62 |
| Campeonato de Liga | Real Madrid C. F. | España | 1962-63 |
| Campeonato de Liga | Real Madrid C. F. | España | 1963-64 |
| Campeonato de Liga | Real Madrid C. F. | España | 1964-65 |
| Campeonato de Liga | Real Madrid C. F. | España | 1966-67 |
| Campeonato de Liga | Real Madrid C. F. | España | 1967-68 |

### Campeonatos internacionales
| Título         | Equipo            | Año     |
| -------------- | ----------------- | ------- |
| Copa de Europa | Real Madrid C. F. | 1965-66 |

### Distinciones individuales
- 1 Trofeo Zamora al Portero Menos Goleado: 1962